# Marineabschnittskommando Ost
Das Marineabschnittskommando Ost (MAKdo Ost) war ein Unterstützungsverband der Deutschen Marine, der am 1. Januar 1995 aufgestellt und am 30. Juni 2001 aufgelöst wurde. Standort des MAKdo Ost war Rostock. Es wurde von einem Kommandeur im Dienstgrad Kapitän zur See geführt.

## Auftrag und Organisation
Das Marineabschnittskommando Ost ging aus dem vormaligen Marinekommando Rostock hervor, in dem aus der Volksmarine der DDR übernommene Teile aufgelöst oder reorganisiert worden waren. Das MAKdo Ost unterstand dem Marineunterstützungskommando und war für die Führung logistischer Einrichtungen Stützpunkten, Depots und Transportkräften im Bereich Mecklenburg-Vorpommern zuständig. 
Ihm unterstanden dauerhaft oder zeitweise folgende Dienststellen und Verbände:
- Marinestützpunkte
  - Hohe Düne
  - Marinestützpunkt Peenemünde (bis 1996)

- Logistische Einrichtungen
  - Marinetransportbataillon 3 in Bad Sülze-Böhlendorf
  - Marinemetarialdepot 3 in Hohe Düne (bis 1998)
  - Marineabsteuerungsdepot Waren
  - Marinemunitionsdepot 5 in Seltz

## Geschichte unterstellter Einheiten

### Marinestützpunkt Peenemünde
Das Marinestützpunktkommando Peenemünde wurde mit Befehl vom 8. März 1991 aufgestellt und dem Marinekommando Rostock unterstellt. Es diente als Liegeplatz für außer Dienst gestellte Schiffe und Boote der Volksmarine. Nach deren Verwertung wurde es zum 31. März 1996 aufgelöst.

### Marinetransportbataillon 3
Das Marinetransportbataillon 3 wurde mit Befehl vom 4. März 1991 in Bad Sülze aufgestellt und zunächst dem Marinekommando Rostock unterstellt. Nach dem Unterstellungswechsel unter das Marineabschnittskommando Ost zum 1. Januar 1995 wurde das Bataillon zum 30. September 1998 aufgelöst.

### Marinematerialdepot 3
Das Marinematerialdepot 3 wurde am 1. April 1991 im Marinestützpunkt Hohe Düne aufgestellt und dem Marinestützpunktkommando Warnemünde unterstellt. Mit Wirkung vom 1. Januar 1995 unterstand es direkt dem Marineabschnittskommando Ost. Am 31. Dezember 1998 wurde es aufgelöst.

### Marineabsteuerungsdepot Waren
Das Marineabsteuerungsdepot Waren bei Waren an der Müritz diente dazu, altes NVA-Material zu lagern und der Verwertung zuzuführen. Nach Abschluss dieser Aufgabe wurde es 1996 geschlossen.

### Marinemunitionsdepot 5
Das Marinemunitionsdepot 5 in Seltz nördlich von Altentreptow diente der Lagerung alter NVA-Munition. Sie wurde von dort aus zur Delaborierung abgegeben. Nach Abschluss dieser Aufgabe wurde es 1998 geschlossen.

## Kommandeure
- Kapitän zur See Dieter Leder: von Januar 1995 bis 1996
- Kapitän zur See Harald Freier: von 1997 bis 1999
- Kapitän zur See Holger Ott: 2000/2001